# Leptopelis millsoni
Espèce
Synonymes
- Hylambates millsoni Boulenger, 1895 "1894"
- Leptopelis guineensis Ahl, 1929

Statut de conservation UICN

 LC  : Préoccupation mineure
Leptopelis millsoni est une espèce d'amphibiens de la famille des Arthroleptidae.

## Répartition
Cette espèce se rencontre dans le sud-est du Nigeria, dans le sud du Cameroun, au Gabon et dans le nord du Congo-Kinshasa,.
Sa présence est incertaine en Centrafrique, en Guinée équatoriale et au Congo-Brazzaville.

## Description
Les mâles mesurent de 40 à 49 mm et les femelles de 74 à 87 mm.

## Étymologie
Cette espèce est nommée en l'honneur d'Alvan Millson.

## Publication originale
- Boulenger, 1895 "1894" : Third report on additions to the batrachian collection in the Natural History Museum. Proceedings of the Zoological Society of London, vol. 1894, p. 640–646 (texte intégral).